# SpaceX CRS-15
SpaceX CRS-15 (также известный как SpX-15) — пятнадцатый полёт автоматического грузового корабля Dragon компании SpaceX в программе снабжения Международной космической станции по контракту Commercial Resupply Services (CRS) с NASA.
Повторный полёт корабля, который ранее использовался в рамках миссии SpaceX CRS-9. Повторное использование первой ступени B1045 ракеты-носителя Falcon 9, которая до этого применялась во время запуска космического телескопа TESS, в апреле 2018 года.

## Запуск
Запуск корабля состоялся 29 июня 2018 года в 09:42 UTC, со стартового комплекса SLC-40 на мысе Канаверал. Этот запуск стал последним для ракеты-носителя Falcon 9 версии Block 4, последующие запуски будут выполняться с использованием окончательной версии Block 5.

## Сближение и стыковка
2 июля 2018 года в 10:54 UTC астронавт НАСА Ричард Арнольд осуществил захват грузовика механическим манипулятором Канадарм. Затем в 13:50 UTC под управлением с Земли грузовик был успешно пристыкован к модулю Гармония.

## Полезная нагрузка
Dragon доставил на МКС 2697 кг полезного груза.
В герметичном отсеке доставлено 1712 кг (с учётом упаковки), в том числе:
- Провизия и вещи для экипажа — 205 кг
- Материалы для научных исследований — 1233 кг
- Оборудование для выхода в открытый космос — 63 кг
- Оборудование и детали станции — 178 кг
- Компьютеры и комплектующие — 21 кг
- Российский груз — 12 кг

В негерметичном контейнере на МКС доставлен груз общей массой 985 кг:
- ECOSTRESS (ECOsystem Spaceborne Thermal Radiometer Experiment on Space Station) — 550-килограммовый радиометр для измерения температуры растительного покрова планеты в течение светового дня; будет размещён снаружи МКС.
- Latching End Effector — запасной захват для манипулятора Канадарм2. Его масса составляет 435 кг.